# Timasiteo
Timasiteo (in greco antico: Τιμασίϑεος?, Timasítheos; fl. IV secolo a.C.) è stato un pirata greco antico, o uno stratego, del IV secolo a.C. presso Lipari.

## Biografia
Le notizie storiche su questo personaggio sono poche e incerte. Vi è chi lo vuole semplicemente pirata e vi è chi pensa fosse piuttosto uno stratega militare di Dionisio I di Siracusa, il quale a quel tempo estendeva la propria influenza sulle isole Eolie.
La sua fama deriva da un fatto risalente all'anno 392 a.C., quando i Romani, capitanati da Marco Furio Camillo, dopo la vittoria su Veio stavano trasportando a Delfi dei doni da consacrare come simbolo di riconoscimento agli dei per la fortuna ricevuta. Ma i loro averi vennero depredati da un gruppo di pirati presso le isole Lipari. A quel punto intervenne Timasiteo, il quale, dopo aver conosciuto la natura di quel viaggio, ordinò che ai Romani venisse restituita la preda, lasciandoli liberi di proseguire.
Per ringraziarlo i Romani lo onorarono nella capitale con l'hospitium publicum. E quando nel 256 a.C. essi occuparono Lipari, ordinarono che i discendenti di Timasiteo fossero dichiarati liberi ed esonerati dalle imposte.

### Timasiteo e Dionisio
Timasiteo viene definito come la «longa manus di Dionigi I a Lipari», notoriamente nota. Ciò ha dato modo agli studiosi di collegare il gesto di Timasítheos - sotto il volere del tiranno siceliota - come una testimonianza di presunti buoni rapporti tra Roma e Siracusa all'inizio del IV sec. a.C. Ma alcuni studiosi sono scettici riguardo a tale presupposto, definendo l'episodio troppo vago o approssimativo. Altri invece sostengono che Timasiteo agì in sincronia con la politica dionisiana, la quale era rispettosa della sacralità di Delfi, e la generosità di Timasiteo avrebbe avuto il secondo scopo di guadagnarsi con quel gesto la fiducia dei Romani, strappandoli all'intesa con gli Etruschi e portandoli dalla propria parte.